# 약천선생 별묘
약천선생 별묘는 대한민국 경기도 용인시 처인구 모현면 갈담리에 있다. 2001년 12월 20일 용인시의 향토문화재 제53호로 지정되었다.